# Pile gallo-romaine de Roques
La pile gallo-romaine de Roques est une ancienne tour gallo-romaine en pierre, aussi appelée pile, située sur la commune de Roques, dans le département français de la Haute-Garonne.
La pile est édifiée sur la rive gauche de la Garonne, non loin du fleuve. Construite selon les mêmes techniques architecturales que le rempart gallo-romain de Toulouse, elle pourrait lui être contemporaine, c'est-à-dire dater du Ier siècle apr. J.-C.. Les rares vestiges qui en subsistent permettent malgré tout d'imaginer un monument haut de 13 à 15 m.

## Localisation
La pile se trouve à l'extrême sud-ouest du territoire communal de Roques (banlieue sud-ouest de Toulouse), à la limite de cette commune et de Muret — la limite communale passe par la pile —, un site proche de la rive gauche de la Garonne. L'altitude de la pile n'est que de deux mètres supérieure à celle du lit du fleuve, en bordure du « vieux chemin de Peyroles ».
Sa localisation suggère l'existence d'une voie fréquentée qui aurait longé le fleuve à l'époque antique, peut-être celle reliant Tolosa (Toulouse) à Aquae Tarbellicae (Dax) via Lugdunum Convenarum (Saint-Bertrand-de-Comminges) et qui figure sur l'itinéraire d'Antonin. Ces monuments funéraires étaient souvent, pour des raisons de visibilité, construits à proximité des voies terrestres ou fluviales.

## Historique
Les techniques de construction et l'étude archéomagnétique des briques suggèrent de dater le monument du Ier siècle apr. J.-C. mais toute approche plus précise est impossible en raison des anciennes crues de la Garonne et de l'urbanisation qui ont bouleversé la stratigraphie du terrain,.
Les plans communaux de 1813 montrent que la pile, à cette époque et peut-être bien avant, sert de borne pour délimiter les territoires des communes de Roque et de Muret et que son élévation est encore présente, même s'il est probable que sa destination initiale est alors inconnue.
Les vestiges sont redécouverts en 1972 lors de l'aménagement de la zone industrielle de Joffréry, mais une partie d'entre eux est détruite par les engins de chantier et par une mise en valeur qualifiée de « maladroite ».

## Description
Le soubassement est fait de galets liés au mortier, technique couramment utilisée dans la région à l'époque romaine en raison de l'abondance de ce matériau dans le lit de la Garonne. Il mesure près de cinq mètres de côté, plan carré qui n'est pas le plus courant pour ce type de monument.

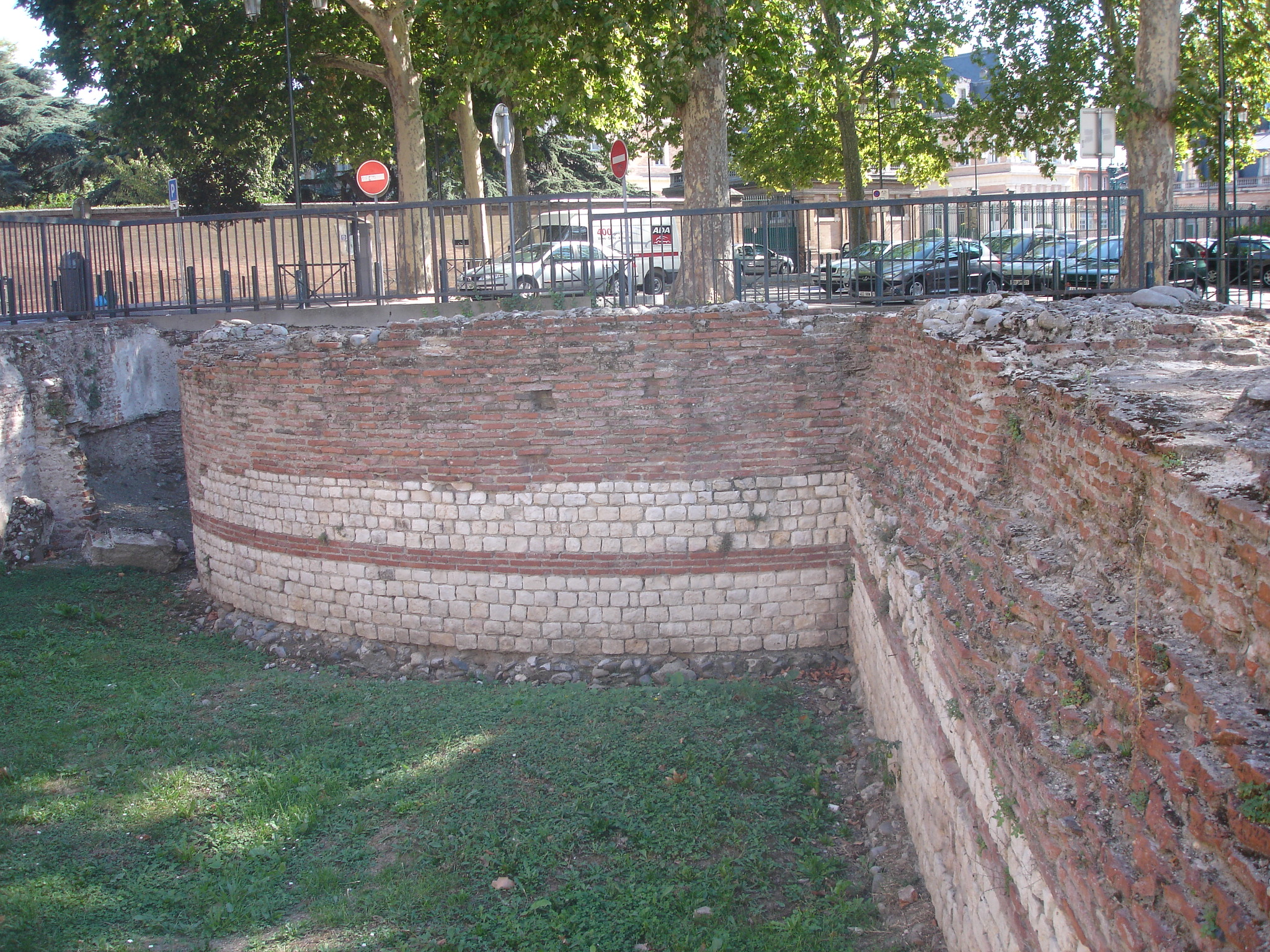
Rempart gallo-romain de Toulouse.

Quatre assises de briques séparent le soubassement du podium. Ce dernier est constitué de quatre caissons en briques plates remplis d'un blocage de galets, de graviers et de sable liés au mortier, par couches superposées d'un peu moins d'un mètre d'épaisseur ; ce remplissage forme quatre piliers dont deux seuls subsistent au XXIe siècle. Il est probable que d'autres lits de briques scandaient à intervalle réguliers l'élévation du monument pour renforcer sa structure et l'ensemble était certainement recouvert d'un enduit. La technique architecturale est identique à celle utilisée pour la construction du rempart gallo-romain de Toulouse daté du règne de Tibère, ce qui laisse supposer une certaine contemporanéité des deux monuments,.
La hauteur estimée de la pile dans son état initial, extrapolée d'après les dimensions des vestiges, devait atteindre 13 voire 15 mètres mais aucune restitution de la partie supérieure du monument, et notamment la présence d'une éventuelle niche, n'est possible ; Pascale Clauss-Balty suppose cependant que la face principale de la pile devait être tournée vers le fleuve.
Aucun établissement antique, comme une villa, auxquelles les piles funéraires sont fréquemment associées, n'est identifiée aux environs mais l'urbanisation a pu en faire disparaître les traces.

## Fonction
Malgré sa réutilisation au XIXe siècle comme borne délimitant les territoires communaux, la pile est très certainement un monument funéraire à la mémoire d'un propriétaire ou notable tolosate du début de notre ère, même si la construction de la pile s'écarte des schémas couramment rencontrés pour s'adapter aux techniques et aux matériaux locaux.